# Steatoda minima
Steatoda minima är en spindelart som först beskrevs av Denis 1955.  Steatoda minima ingår i släktet vaxspindlar, och familjen klotspindlar.
Artens utbredningsområde är Niger. Inga underarter finns listade i Catalogue of Life.